# Archidiecezja Bragi
Archidiecezja Bragi (łac. Archidioecesis Bracarensis) – archidiecezja Kościoła rzymskokatolickiego w Portugalii. Jest główną diecezją metropolii Bragi. Została erygowana w IV wieku.

## Historia
Pierwsza historyczna wzmianka o biskupach Bragi pochodzi z roku 400, kiedy to na protokołach synodu w Toledo pojawia się biskup Paterno. Według tradycji jednak pierwszy biskup w Bradze (ówczesna Bracara Augusta) pojawił się już ok. 45 r. n.e. Był nim Piotr z Rates, rzekomo towarzysz Jakuba Apostoła w jego legendarnej misji apostolskiej na Półwyspie Iberyjskim.
Prawdopodobnie już w pierwszym historycznym okresie funkcjonowania urzędu była to godność metropolitalna. Biskupi Bragi mieli w swej jurysdykcji całą północno-zachodnią części półwyspu (rzymska Gallaecia), a przez to uznawali się za zwierzchników biskupów w Conimbrigi, Viseu, Dume, Lamego, Porto i Egitanii. Kiedy w 433 Wizygoci zniszczyli Astorgę, siedzibę prawdopodobnie najstarszego biskupstwa w Hiszpanii, wówczas zapewne godność metropolitów uzyskali biskupi Bragi w czasach pontyfikatu Leona I. W okresie muzułmańskiego panowania w Hiszpanii biskupi Bragi rezydowali w Lugo. Za pontyfikatu Paschalisa II biskupi Bragi ostatecznie zostali uznani za metropolitów. Pod ich zwierzchnictwem znalazły się diecezje Porto, Coimbra, Lamego-Viseu oraz inne diecezje leżące na terenie współczesnej Hiszpanii, których terytoria były odzyskiwane w wyniku rekonkwisty.
Na tym tle zrodził się spór o pierwszeństwo i zakres jurysdykcji pomiędzy arcybiskupami Bragi a arcybiskupami Toledo. Kontrowersje dotyczyły m.in. tytułu prymasa Hiszpanii (Primado de España), do którego prawa rościły sobie obie metropolie, a także Archidiecezja Tarragony (Primado de las Españas). Ogłoszenie suwerenności Portugalii przez Henryka Burgundzkiego jeszcze zaogniło ten spór. Obecnie arcybiskupi Bragi raczej nie posługują się już tytułem Primaz das Espanhas (prymas Hiszpanii), lecz używają tytułu honorowego "arcybiskup prymas Bragi" (Arcebispo Primaz de Braga).
Arcybiskupi Bragi przez długi czas zachowali honorowe pierwszeństwo w portugalskim episkopacie, dopiero nadanie biskupom Lizbony tytułu patriarchów (1716) wyniosło tych ostatnich do pierwszeństwa wśród biskupów kraju.
23 marca 1545 przez wyłączenie z terytorium archidiecezji Braga utworzono diecezję Miranda do Douro. 20 kwietnia 1922 część archidiecezji weszła w skład nowo utworzonej diecezji Vila Real. 3 listopada 1977 z części archidiecezji utworzono diecezję Viana do Castelo.

## Główne świątynie
- Archikatedra: Archikatedra NMP w Bradze
- Bazyliki mniejsze:
  - Sanktuarium Bom Jesus do Monte w Bradze
  - Bazylika św. Piotra w Guimarães
  - Bazylika Matki Bożej w Sameiro
  - Bazylika św. Benedykta w Rio Caldo
  - Bazylika św. Torkwata w São Torcato

## Biskupi i arcybiskupi Bragi

### Biskupi
- św. Piotr z Rates (São Pedro de Rates) (45–60)
- św. Bazyli (São Basílio de Braga) (60–95)
- św. Owidiusz (Santo Ovídio) (95–130)
- Policarpo (130–200)
- Serfriano (200–230)
- Fabião (230–245)
- Felix (245–263)
- Secundo (263–268)
- Caledonio (268–270)
- Narciso (270–275)
- Paterno I (275–290)
- Grato (290–299)
- Salomão (299–300)
- Sinagrio (300–326)
- Lenoncio (326–328)
- Apolónio (328–366)
- Idacio I (366–381)
- Lampádio (381–400)
- Paterno II (400–405) (pierwszy historyczny biskup Bragi)
- Profuturo I (405–410)
- Pancraciano (410–417)
- Balconio (417–456)
- Valerio (456–494)
- Idacio II (494–518)
- Apolinaris (518–524)
- Castino (524–525)
- Valerio (525–527)
- Ausbert (527–537)
- Julião I (537–538)
- Profuturo II (538–550)
- Eleutério (550–561)
- Lucrecio (561–562)
- św. Marcin, apostoł Swebów (562–579) (także biskup Dumium)
- Pantardo (580–589)
- Benigno (589–612)
- Tolobeu (612–633)
- Julião II (633–653)
- Potamio (653–656)
- św. Fruktuozus (656–665) (także biskup Dumium)
- Manucino (660–661)
- Pancrácio (661–675)
- Leudigisus (Leodegísio Julião, Leodecísio Julião) (675–678)
- Liúva (678–681)
- Quirico (681–687)
- Faustino (688–693)
- św. Feliks z Bragi (São Félix Torcato) (693–734)
- św. Wiktor z Bragi (São Vítor de Braga) (734–736)
- Erónio (736–737)
- Hermenegildo (737–738)
- Tiago (738–740)
- Odoario (740–780)
- Askaryk (Ascárico) (780–811)
- Argimundo (821–832)
- Nostiano (832)
- Ataúlfo (832–840)
- Ferdizendo (840–842)
- Dulcídio (842–850)
- Gladila (850–867)
- Gomado (867–875)
- Flaviano Recaredo (875–881)
- Flaiano (881–889)
- Argimiro (889–910)
- Teodomiro (910–924)
- Hero (924–930)
- Silvatano (930–942)
- Gundisalvo (Gonçalo) (942–950)
- Hermenegildo (951–985)
- Pelágio (Paio) (986–1002)
- Diogo (Tiago) (1003–1004)
- Flaviano (1004–1017)
- Pedro (1017–1058)
- Maurelo (1058–1060)
- Sigefredo (1060)
- Vistrário (1060–1070)

### Arcybiskupi
1. Pedro I (1071 - 1091)
2. św. Gerald z Moissac (1096 - 1108)
3. Maurício Burdino (1109 - 1118)
4. Paio Mendes (1118 - 1137)
5. João (I) Peculiar (1139 – 1175)
6. Godinho (1176 - 1188)
7. Martinho (I) Pires (1189 - 1209)
8. Pedro (II) Mendes (1209 - 1212)
9. Estêvão Soares da Silva (1213 - 1228)
10. Sancho (I) (1229)
11. Silvestre Godinho (1229 - 1240)
12. Gualtério (1240 - 1245)
13. João (II) Egas (1245 - 1251)
14. Sancho (II) (1251 - 1265)
15. Martinho (II) Geraldes (1265 - 1271)
16. Pedro (III) Julião (1272 – 1274)
17. Sancho (III) (1275)
18. Ordoño Alvares (1275 – 1278)
19. Frei Telo (1279 - 1292)
20. Martinho (III) Pires de Oliveira (1295 - 1313)
21. João (III) Martins de Soalhães (1313 - 1325), wcześniej biskup Lizbony
22. Gonçalo Pereira (1326 - 1348), wcześniej biskup Évory i biskup Lizbony
23. Guilherme de la Garde (1349 - 1361)
24. João (IV) de Cardaillac (1361 - 1371), potem arcybiskup Tuluzy, kardynał
25. Vasco Fernandes de Toledo (1371 - 1372), wcześniej m.in. biskup Lizbony
26. Martinho (IV) de Zamora (1372), mianowany kardynałem przez antypapieża Klemensa VII; wcześniej biskup Silves i biskup Lizbony
27. Lourenço Vicente (1374 - 1397)
28. João (V) Garcia (1397 - 1398)
29. Martinho (V) Afonso de Miranda (Martinho Afonso da Charneca) (1398 - 1416), wcześniej biskup Coimbry
30. Fernando da Guerra (1417 - 1467), wcześniej biskup Algarve i biskup Porto
31. Luís (I) Pires (1468 - 1480)
32. João (VI) de Melo (1481)
33. João (VII) Galvão (1482 - 1485), również biskup Coimbry i hrabia Arganil (conde de Arganil), pierwszy z hrabiów-biskupów Coimbry
34. Jorge (II) Vaz da Costa (1486 - 1501)
35. Jorge (III) da Costa (1501 - 1505)
36. Diogo (I) de Sousa (1505 - 1532)
37. Infante Henrique de Portugal (1533 – 1540)
38. Diogo (II) da Silva, OFM (1540 - 1541)
39. Infante Duarte (1542 - 1543), syn naturalny Jana III
40. Manuel (I) de Sousa (1545 - 1549)
41. Baltasar Limpo (1550 - 1558)
42. Bartolomeu dos Mártires, OP (1559 – 1581)
43. João (VIII) Afonso de Menezes (1581 - 1587)
44. Agostinho de Jesus (Pedro de Castro) OSA (1588 - 1609)
45. Aleixo de Menezes(inne języki) OSA (1612 – 1617), wcześniej arcybiskup Goa i gubernator Indii Portugalskich; także wicekról Portugalii
46. Afonso Furtado de Mendonça (1618 - 1626), wcześniej biskup Guardy i biskup Coimbry-hrabia Arganil, potem arcybiskup Lizbony i członek rady regencyjnej Królestwa Portugalii
47. Rodrigo (I) da Cunha (1627 – 1635), potem arcybiskup Lizbony
48. Sebastião de Matos de Noronha (1635 – 1641), także biskup Elvas (1626 – 1641); podejrzany o spisek przeciwko Janowi IV do końca życia był więziony w Torre de Belém
49. Pedro (IV) de Lencastre (1654–1670), wcześniej biskup Guardy i arcybiskup Évory; 5. diuk Aveiro (duque de Aveiro) i 5. markiz Torres Novas (marquês de Torres Novas); niezatwierdzony przez papieża
50. Veríssimo de Lencastre (1670 – 1677), kardynał
51. Luís (II) de Sousa (1677 – 1690)
52. José (I) de Menezes (1690 – 1696)
53. João (IX) de Sousa (1696 – 1703), potem arcybiskup Lizbony
54. Rodrigo (II) de Moura Teles (1704 – 1728), wcześniej biskup Guardy
55. João da Mota e Silva (1732), kardynał, jako arcybiskup Bragi niezatwierdzony przez papieża
56. José de Bragança (1741 – 1756), syn naturalny Piotra II i Francisci Clary da Silva
57. Gaspar de Bragança (1758 – 1789), syn naturalny Jana V i Madaleny Máximy de Miranda; jedno z "dzieci Palhavy" (meninos de Palhavã)
58. Caetano da Anunciação Brandão, TOR (1790 – 1805)
59. José (III) da Costa Torres (1807 - 1813)
60. Miguel da Madre de Deus da Cruz, OFM (1815 – 1827)
61. Pedro (V) Paulo de Figueiredo da Cunha e Melo (1843 – 1855); kardynał
62. José (IV) Joaquim de Azevedo e Moura (1856 – 1876); wcześniej biskup Viseu
63. João (X) Crisóstomo de Amorim Pessoa, OFM (1876 – 1883), wcześniej biskup Santiago de Cabo Verde i arcybiskup Goa
64. António (I) José de Freitas Honorato (1883 – 1898)
65. Manuel (II) Baptista da Costa (da Cunha) (1899 – 1913), wcześniej biskup pomocniczy Lizbony, z tytułem arcybiskupa Mitylene
66. Manuel (III) Vieira de Matos (1915 – 1932), wcześniej biskup Guardy
67. António (II) Bento Martins Júnior (1933 – 1963), wcześniej biskup Bragança-Miranda
68. Francisco Maria da Silva (1963 – 1977), wcześniej biskup pomocniczy Bragi, biskup tytularny Telmissus
69. Eurico Dias Nogueira (1977 – 1999), wcześniej biskup Vila Cabral, biskup Sá da Bandeira; także przeor prowincji północnej (Delegação Regional do Norte) namiestnictwa portugalskiego (Lugar-Tenência de Portugal) bożogrobców[1]
70. Jorge (IV) Ortiga (1999 – 2021), wcześniej biskup pomocniczy Bragi, biskup tytularny Nova Barbara
71. José Cordeiro (od 2022), wcześniej biskup Bragançy-Mirandy